# Inschrift von Sveti Petar

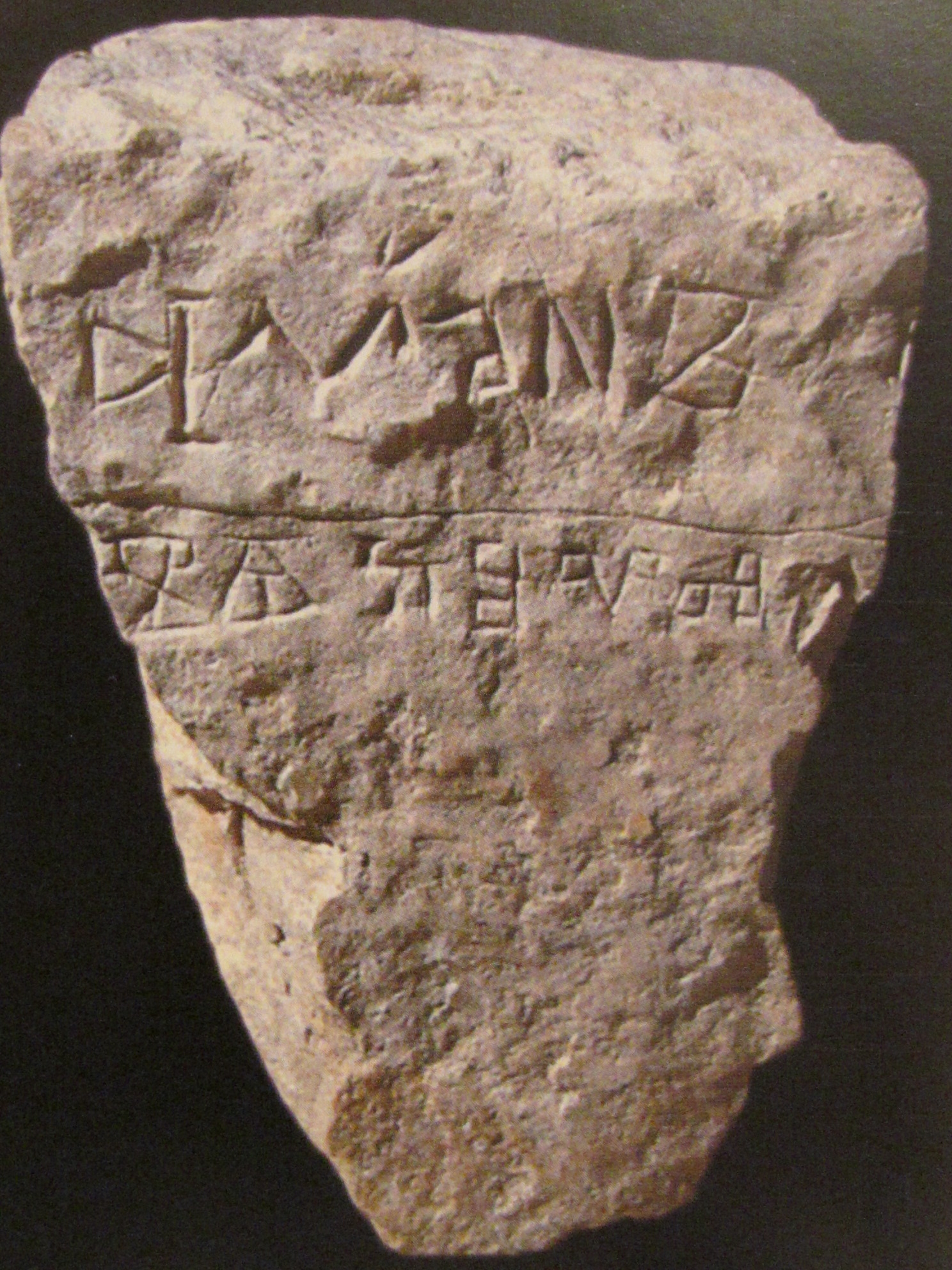
Inschriftenstein von Sveti Petar

Die Inschriften von Sveti Petar (kroatisch Supetarski ulomak) sind Inschriften auf einem Stein in Sveti Petar u Šumi in Istrien in Kroatien. Sie wurden wahrscheinlich im 12. Jahrhundert dort eingeritzt.
Der Stein gehörte zum Benediktinerkloster des Ortes. Eingraviert sind die Worte »АМЕNЪ« in kyrillischer und »IÊKOVЪ M« (Jakob M) in glagolitischer Schrift. Die Inschriften wurden 1986 entdeckt.